# Nicator à tête brune
Nicator gularis
Espèce
Statut de conservation UICN

 LC  : Préoccupation mineure
Le Nicator à tête brune (Nicator gularis) est une espèce de passereaux de la famille des Nicatoridae.